# トヨタ東京ビル
トヨタ東京ビル（トヨタとうきょうビル）は、東京都文京区後楽に建つ高層建築物である。

## 概要
1982年1月に竣工。愛知県に本社を置くトヨタ自動車工業の首都圏における拠点として計画されたが、同社が1982年7月にトヨタ自動車販売と統合することになり、統合新会社のトヨタ自動車の拠点「トヨタ自動車東京本社ビル」（トヨタじどうしゃとうきょうほんしゃビル）となった。
南側を外堀通り、北側は小石川後楽園に接し、JR中央線水道橋駅と飯田橋駅の概ね中間に位置する。小石川後楽園からの斜線制限が設定されていることから、高層化を図るため総合設計制度の適用を受けた。小石川後楽園との間には本ビルを含め4棟のビル所有者により後楽緑道が整備され、2010年には森ビル、東京都下水道局、コートレジデントタワー管理組合、住宅金融支援機構とともに、文京区より「第9回 文の京 都市景観賞 景観創造賞」を受賞した。日経不動産マーケット情報とケンプラッツによる2011年の調査では延床面積1m2あたりのエネルギー消費量は1100メガジュールで、空調時間の短縮が功を奏し、東京都区部のオフィスビルのエネルギー消費の少なさでは三井住友海上新川ビルと並び首位であった。
1983年には、日本建設業連合会主催の第24回BCS賞を受賞している。
トヨタ自動車男子バスケットボール部を母体として発足されたアルバルク東京の運営会社も入居している。
2023年2月1日、トヨタグループのトヨタ不動産が三井不動産と共同で当建物をトヨタ自動車から取得し、建物名を「トヨタ東京ビル」に改称したことを公表した。トヨタ自動車は引き続き東京本社がテナントとして入居するが、2026年度を目処に港区高輪の品川駅前（SHINAGAWA GOOS跡再開発エリア）への移転を検討していることを明らかにしている。
2023年6月26日から公益財団法人日本サッカー協会 (JFA) が文京区本郷の日本サッカー協会ビル（JFAハウス）から移転入居した。

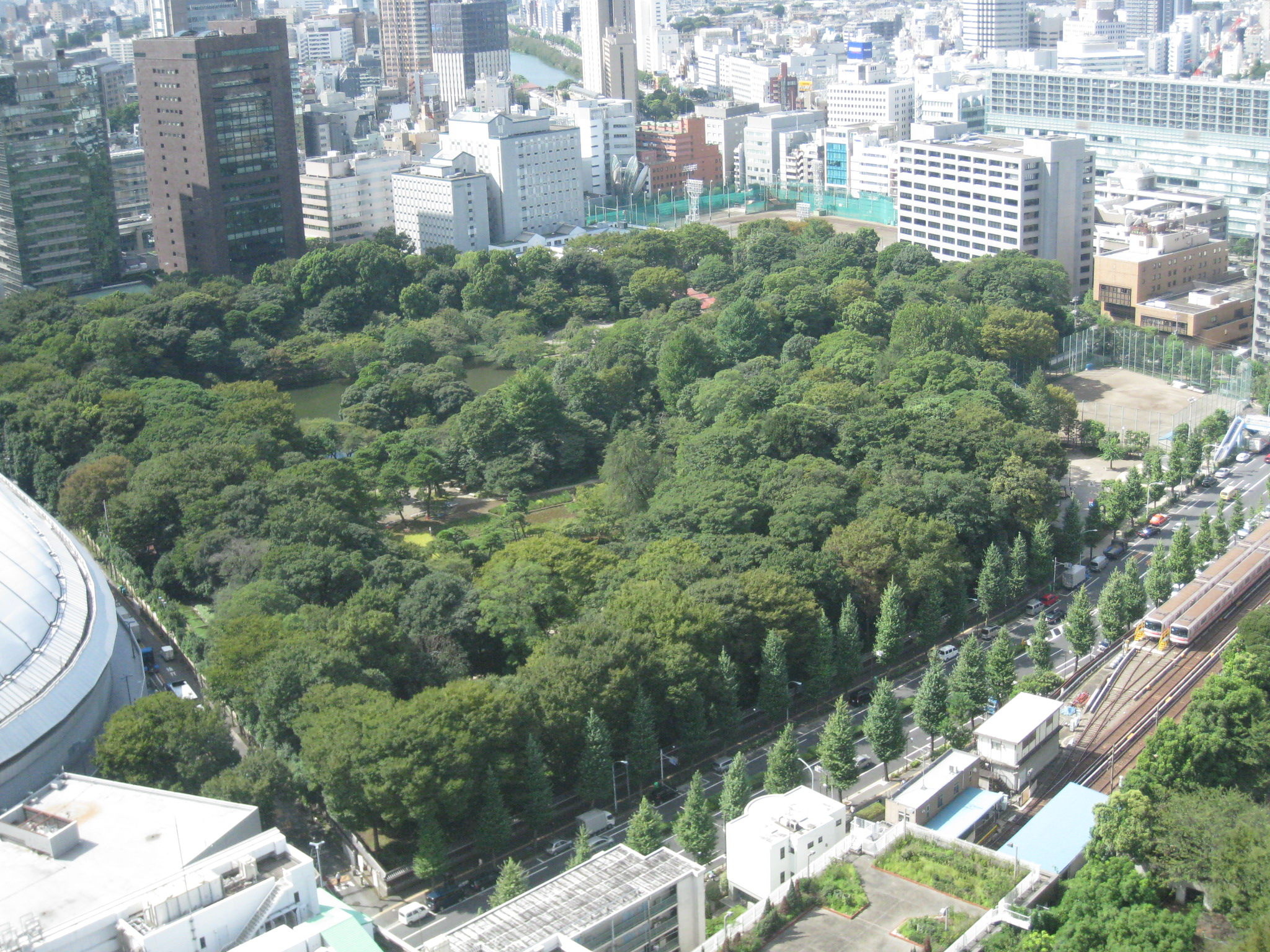
小石川後楽園の左奥の茶色いビルがトヨタ自動車東京本社ビル
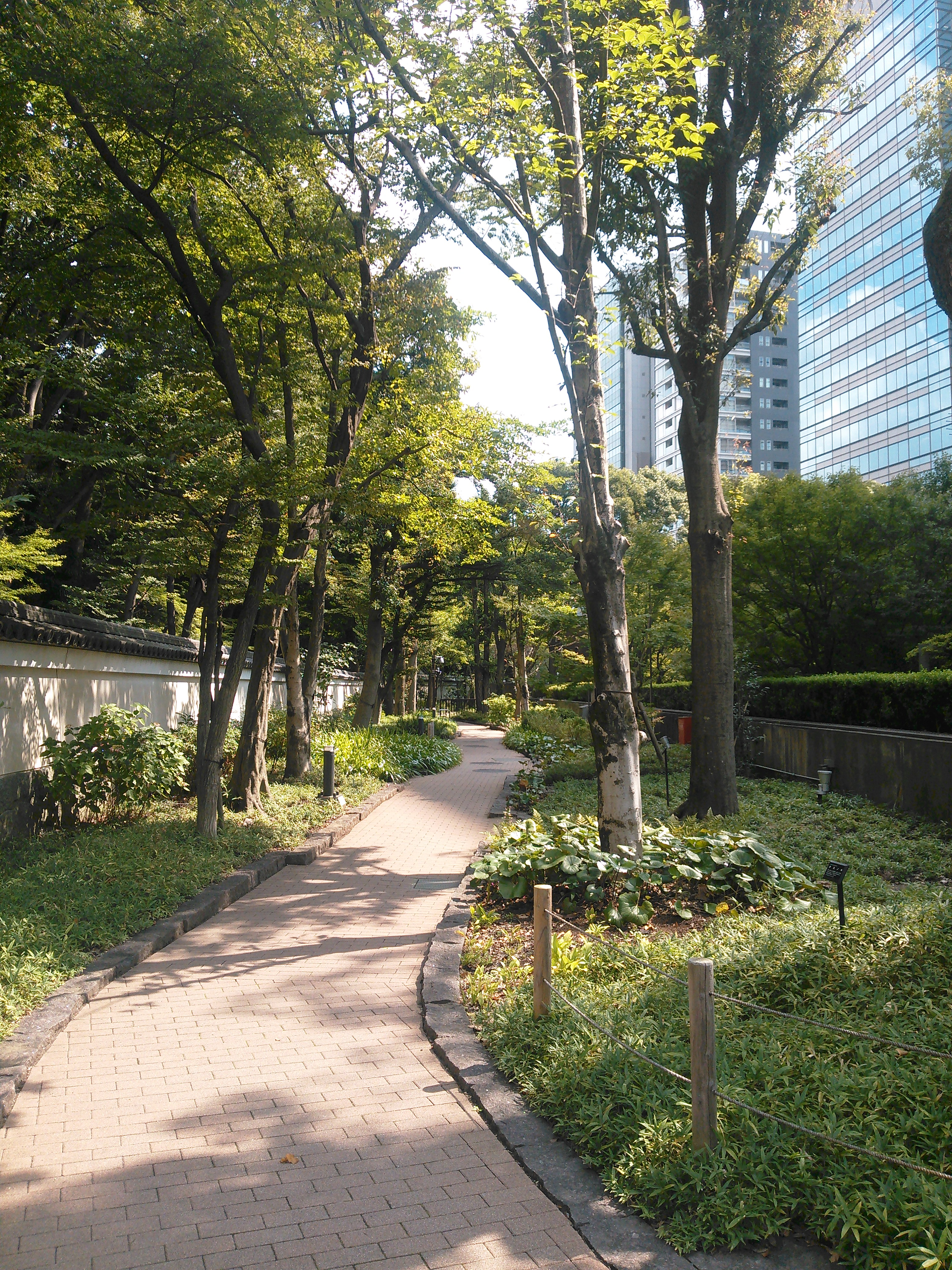
本ビル裏手の後楽緑道
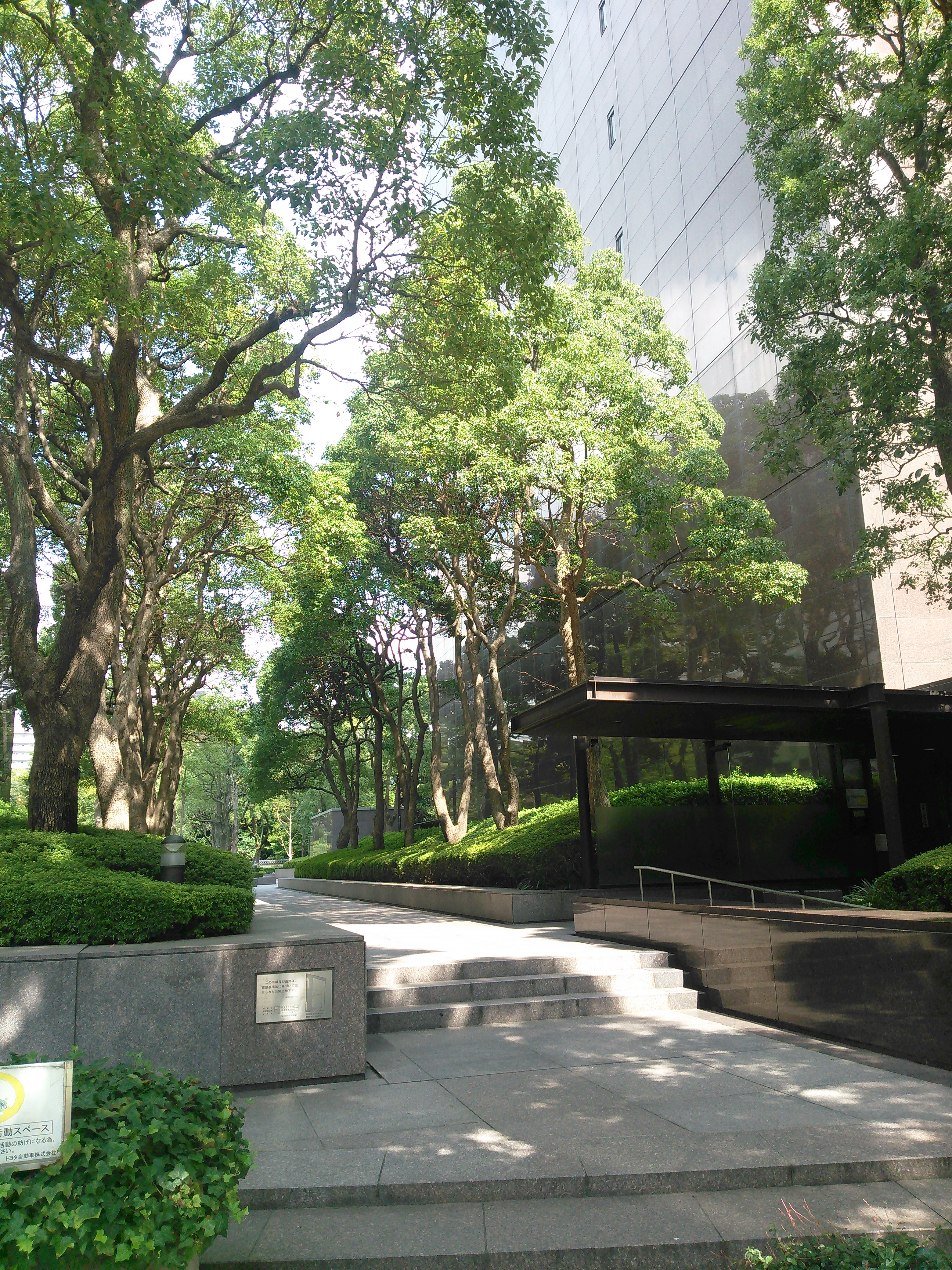
本ビル脇にも、緑の空間が形成されている